# جون ويليام وولف
جون ويليام وولف هو سياسي كندي، ولد في 27 نوفمبر 1869 في هايد بارك في الولايات المتحدة، وتوفي في 22 فبراير 1950 في مدينة سولت ليك في الولايات المتحدة بسبب نوبة قلبية. نشط حزبياً في الحزب الليبيرالي الألبرتي. وقد انتخب عضو الجمعية التشريعية في ألبرتا ‏.